# Wim Vandekeybus

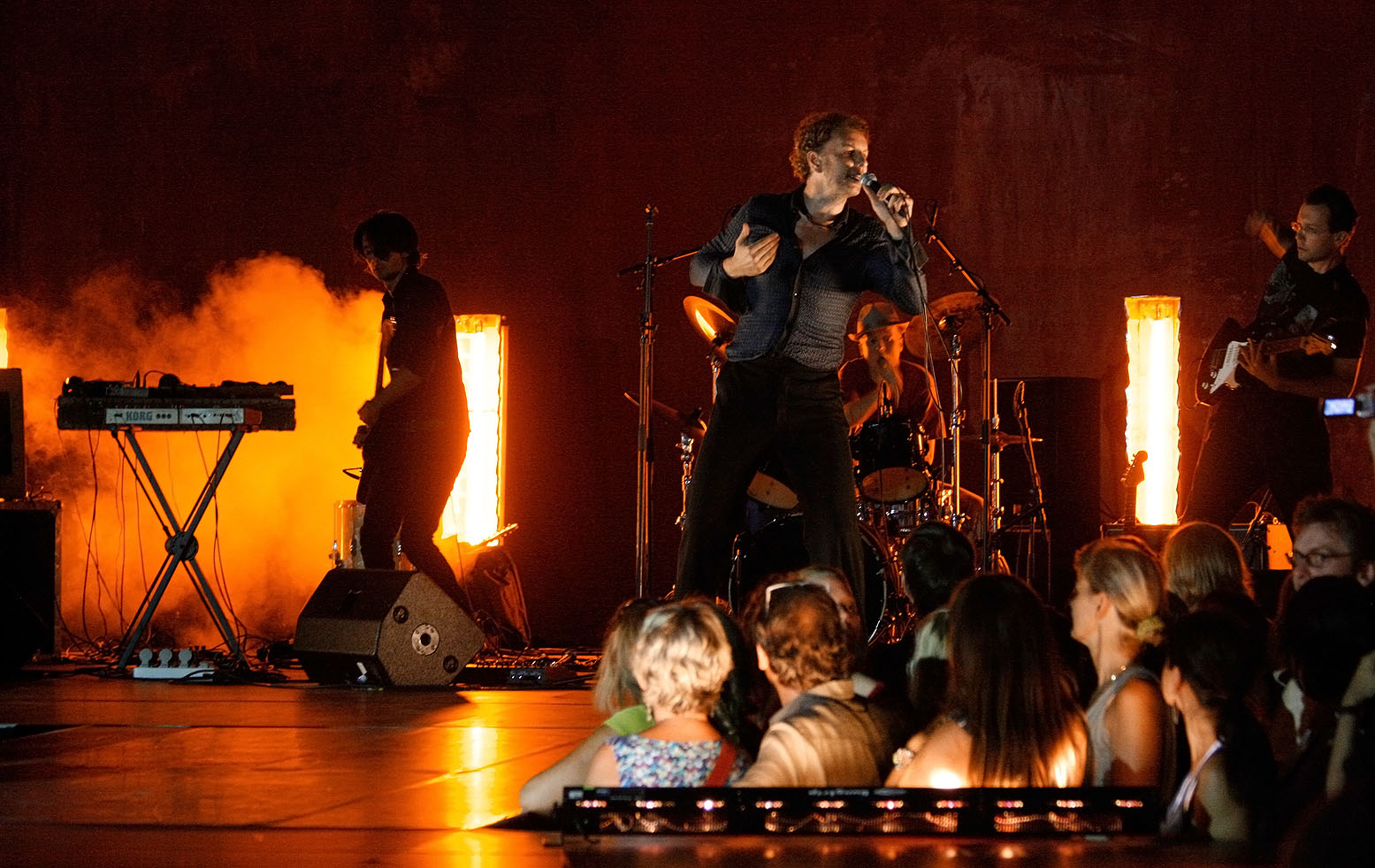
Ultima Vez/Wim Vandekeybus och Mauro Pawlowski (What's the Prediction?, ImPulsTanz Wien 2010)

Wim Vandekeybus, född 30 juni 1963, är en belgisk regissör, producent, koreograf, skådespelare, fotograf och grundare av Ultima Vez.
Vandekeybus föddes i belgiska Herenthout. Under ungdomen studerade Vandekeybus först psykologi samtidigt som dansen utvecklads till en allt viktigare del i hans liv. 1985 medverkade Vandekeybus i Jan Fabres uppsättning The Power of Theatrical Madness. Vandekeybus har bland annat samarbetat med Peter Vermeersch, David Byrne, Marc Ribot, Mauro Pawlowski (dEUS) och David Eugene Edwards. 1986 grundade han dansföretaget Ultima Vez och sedan dess har merparten av hans arbete skett inom företaget. Ultima Vez har skapat ett tjugotal verk för scen och film.

## Priser
Vandekeybus har filmat flera av Ultima Vez uppsättningar och dessa uppsättningar har rönt viss internationell uppskattning och prisats på följande internationella filmfestivaler:
- Festival de Cinema de Avanca (Portugal), 1999
- Internationaal Film Festival van Vlaanderen – Gent (Belgien), 2000
- Festival des Films du Monde (Kanada), 2003